# Lista najwyższych budynków w Abu Zabi

The Landmark

Etihad Towers

ADIA Tower

Capital Gate

Aldar Headquarters

W Abu Zabi, pomimo iż jest ono stolicą Zjednoczonych Emiratów Arabskich, nie znajdują się najwyższe budynki kraju. 

## Najwyższe budynki
| Ranking | Budynek                                 | Wysokość strukturalna | Liczba pięter | Rok budowy |
| ------- | --------------------------------------- | --------------------- | ------------- | ---------- |
| 1.      | Burdż Mohammed Bin Rashid               | 381 m                 | 92            | 2014       |
| 2.      | The Landmark                            | 324 m                 | 72            | 2012       |
| 3.      | Etihad Towers (Wieża nr 2)              | 305 m                 | 77            | 2011       |
| 4.      | Sky Tower                               | 292 m                 | 92            | 2014       |
| 5.      | Etihad Towers (Wieża nr 1)              | 277 m                 | 70            | 2011       |
| 6.      | Nation Towers (Wieża A)                 | 268 m                 | 65            | 2011       |
| 7.      | Etihad Towers (Wieża nr 3)              | 260 m                 | 62            | 2011       |
| 8.      | Sun Tower                               | 247 m                 | 65            | 2010       |
| 9.      | Gate Towers                             | 238 m                 | 66            | 2012       |
| 10.     | Etihad Towers (Wieża nr 4)              | 234 m                 | 61            | 2011       |
| 11.     | Nation Towers (Wieża B)                 | 233 m                 | 52            | 2011       |
| 12.     | Etihad Towers (Wieża nr 5)              | 217 m                 | 56            | 2011       |
| 13.     | Capital Plaza Residential Tower         | 210 m                 | 51            | 2011       |
| 14.     | Seba Tower                              | 193,3 m               | 49            | 2011       |
| 15.     | Abu Dhabi Investment Authority Tower    | 185 m                 | 40            | 2006       |
| 15.     | National Bank of Abu Dhabi Headquarters | 185 m                 | 38            | 2002       |
| 17.     | Sowwah Square Tower 1                   | 184 m                 | 37            | 2012       |
| 17.     | Sowwah Square Tower 2                   | 184 m                 | 37            | 2011       |
| 19.     | Baynunah Tower Hotel                    | 165 m                 | 35            | 1994       |
| 20.     | Capital Gate                            | 160 m                 | 35            | 2011       |
| 20.     | Sowwah Square Tower 3                   | 160 m                 | 31            | 2012       |
| 20.     | Sowwah Square Tower 4                   | 160 m                 | 31            | 2011       |
| 23.     | Capital Plaza Office Tower              | 157 m                 | 33            | 2011       |
| 24.     | Capital Plaza Hotel Tower               | 146 m                 | 31            | 2011       |
| 25.     | Le Royal Meridien Hotel                 | 121 m                 | 32            | 1993       |
| 26.     | Union National Bank 2                   | 120 m                 | 21            | 1996       |
| 27.     | Silver Tower Abu Dhabi Gas              |                       | 30            |            |
| 28.     | Abu Dhabi Gas Processing Company Tower  | 117 m                 | 29            | 2004       |
| 28.     | Abu Dhabi Oil Refining Company Tower    | 117 m                 | 29            | 2004       |
| 30.     | National Bank of Abu Dhabi Headquarters |                       | 26            | 1998       |
| 31.     | Aldar Headquarters                      | 110,03 m              | 23            | 2010       |

## Budynki w budowie powyżej 150 metrów
| Ranking | Budynek                          | Wysokość strukturalna | Liczba pięter | Rok budowy |
| ------- | -------------------------------- | --------------------- | ------------- | ---------- |
| 1.      | Central Market Residential Tower | 374 m                 | 88            | 2010       |
| 2.      | Central Market Commercial Tower  | 280 m                 | 60            | 2010       |
| 3.      | Stellar Tower                    | 255 m                 | 66            | 2009       |
| 4.      | Central Market Hotel Tower       | 254 m                 | 58            | 2010       |